# Жерделі
Жерде́лі  — село в Україні, в Андрушівській міській територіальній громаді Бердичівського району Житомирської області. Населення становить 99 осіб (2001).

## Географія
Селом протікає річка Гуйва.

## Історія
Станом на 1886 рік в колишньому власницькому селі Андрушівської волості Житомирського повіту Волинської губернії, мешкало 226 осіб, налічувалось 44 дворових господарства, існувала каплиця й постоялий будинок.
У 1906 році до села відстань від повітового міста 55 верст, від волості 15. У селі дворів 69, мешканців 414.
У 1941—53 роках — адміністративний центр Жерделівської сільської ради Андрушівського району Житомирської області.
12 червня 2020 року, відповідно до розпорядження Кабінету Міністрів України № 711-р, «Про визначення адміністративних центрів та затвердження територій територіальних громад Житомирської області», територію та населені пункти Каменівської сільської ради включено до складу Андрушівської міської територіальної громади Бердичівського району Житомирської області.

## Населення

### Мова
Розподіл населення за рідною мовою за даними перепису 2001 року:
| Мова            | Кількість | Відсоток |
| --------------- | --------- | -------- |
| українська      | 93        | 93.94%   |
| інші/не вказали | 6         | 6.06%    |
| Усього          | 99        | 100%     |